# Senador Alexandre Costa
Senador Alexandre Costa is een gemeente in de Braziliaanse deelstaat Maranhão. De gemeente telt 9.414 inwoners (schatting 2009).